# 喬爾戈夫斯基1
喬爾戈夫斯基1（Djorgovski 1）是一個球狀星團，這是斯坦尼斯拉夫·喬爾戈夫斯基使用原始的IRAS目錄尋找可能被遮蔽的球狀星團時發現的。研究顯示這是一個貧金屬 －除了氫和氦，幾乎沒有其它的。喬爾戈夫斯基1其實室內銀河系中最缺乏金屬的星團之一。